# Station Tarnów
Station Tarnów is een spoorwegstation in de Poolse plaats Tarnów.

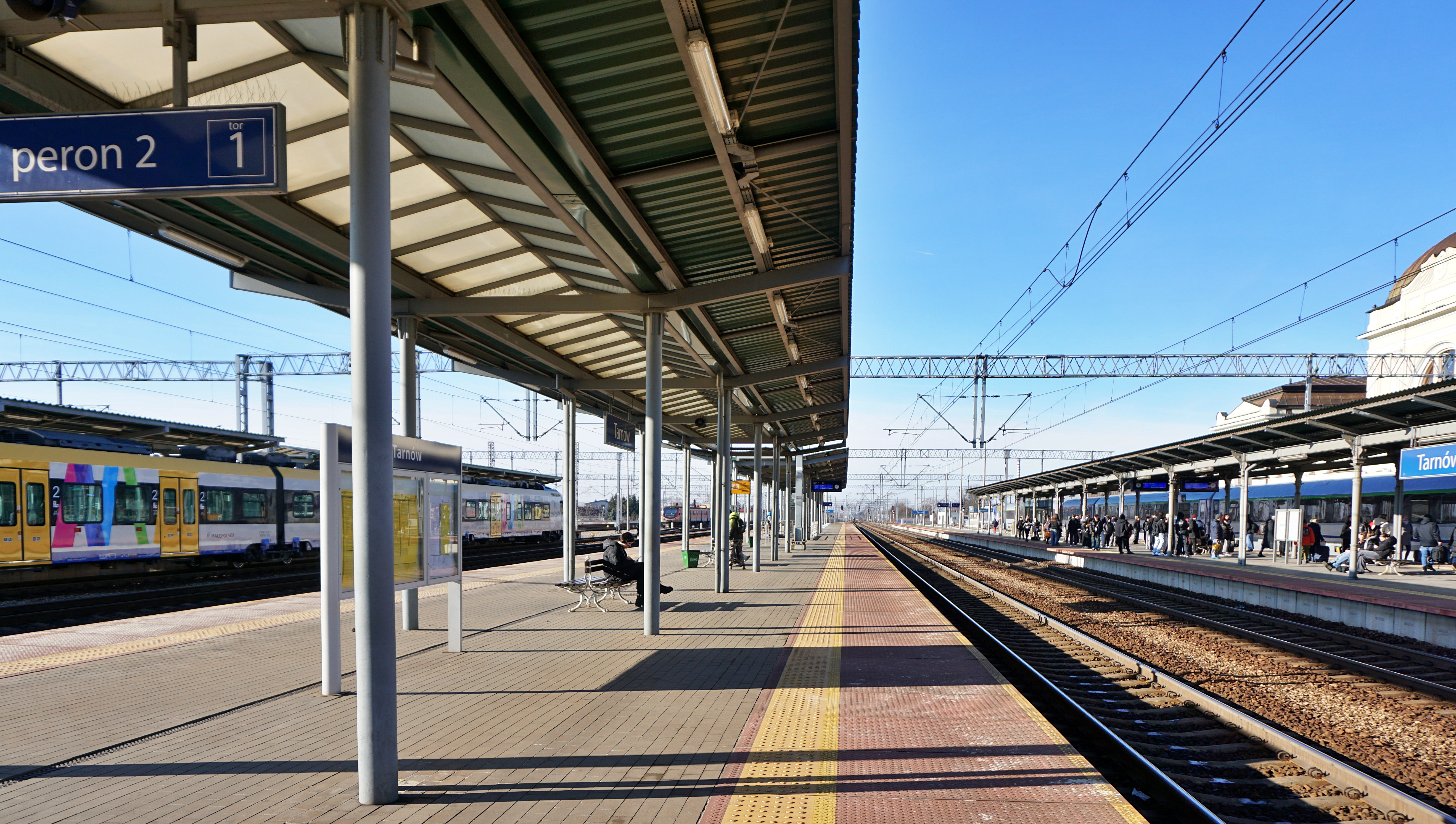
Perron 2, richting Krakau
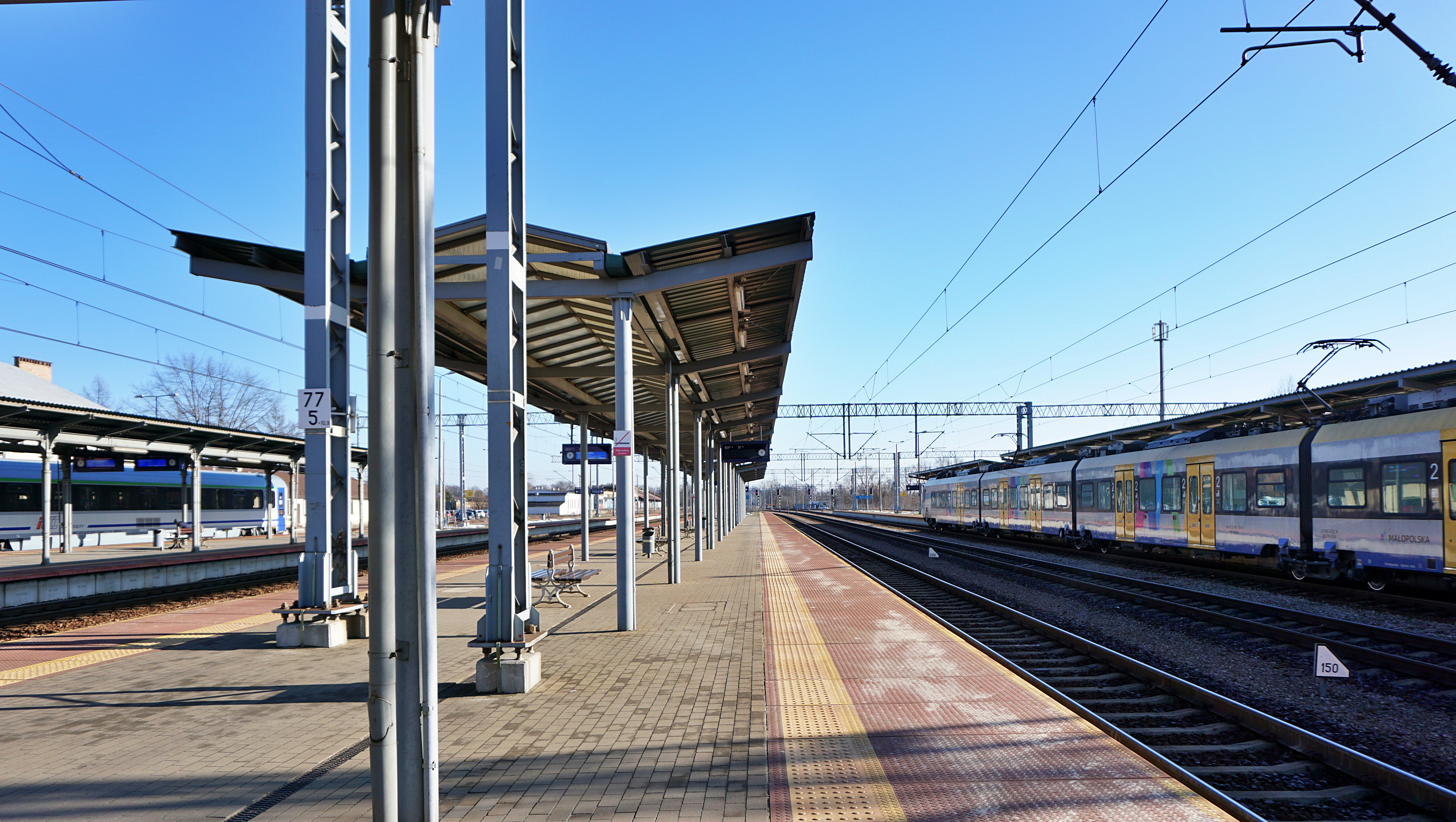
Perron 2, richting Rzeszów